# Стефанос, Лео
Ле́о Сте́фанос (англ. Leo Stefanos; 1902 или 1903, Греция — 1977, США) — американский предприниматель греческого происхождения, основатель и владелец компании «Dove Candies & Ice Cream», изобретатель мороженого «Dove Bar» (1956).

## Биография
Родился в Греции.
Вместе с супругой Софией и тремя детьми (Майкл, Крис, Эми) иммигрировал в США, поселившись в Чикаго (Иллинойс).
В 1939 году открыл магазин сладостей «Dove Candies & Ice Cream» в Чикаго, где греческие иммигранты заложили основу местной индустрии сладостей.
В 1956 году изобрёл мороженое «Dove Bar», на что его сподвиг случай с сыном Майклом. Увидев однажды бегущего за фургоном мороженщика сына, предприниматель испугался и решил сделать для него мороженое на палочке в своём собственном магазине. Спустя несколько месяцев «экспериментов» с мороженым на свет появился «Dove Bar». Свой продукт Стефанос назвал в честь голубя мира (англ. dove of peace).
К концу 1970-х годов компания Стефаноса производила более 1 млн единиц мороженого «Dove Bar» ежегодно.
В 1977 году, после смерти Лео Стефаноса, семейный бизнес возглавил его сын Майкл Стефанос, продолживший дело отца.
В 1984 году Майкл Стефанос презентовал «Dove Bar» в Вашингтоне (округ Колумбия), благодаря чему продукт приобрёл ещё большую известность и со всей страны начали поступать заказы.
В 1986 году бизнес семьи Стефанос, продажа продукта которого ограничивалась региональным уровнем, был выкуплен компанией «Mars Incorporated», которая начала торговать брендом «Dove Bar» по всей стране, а в 1988 году он появился на рынке Европы (на территории Великобритании марка известна под названием «Galaxy»).